# Hogna juanensis
Hogna juanensis är en spindelart som först beskrevs av Embrik Strand 1907.  Hogna juanensis ingår i släktet Hogna och familjen vargspindlar.
Artens utbredningsområde är Moçambique. Inga underarter finns listade i Catalogue of Life.